# Matsui Kazumi
Matsui Kazumi (松井 一實) (sinh ngày 8 tháng 1 năm 1953) là chính khách người Nhật Bản. Hiện tại, ông đang giữ chức vụ làm thị trưởng thành phố Hiroshima kể từ ngày 10 tháng 4 năm 2011.